# 21862 Joshuajones
21862 Joshuajones este un asteroid din centura principală de asteroizi.

## Descriere
21862 Joshuajones este un asteroid din centura principală de asteroizi. A fost descoperit pe 12 octombrie 1999 la Socorro, New Mexico, în cadrul proiectului LINEAR. Asteroidul prezintă o orbită caracterizată de o semiaxă mare de 3,06 ua, o excentricitate de 0,08 și o înclinație de 8,7° în raport cu ecliptica.